# Cuautla, Jalisco
Cuautla är en ort i Mexiko.   Den ligger i kommunen Cuautla och delstaten Jalisco, i den centrala delen av landet, 600 km väster om huvudstaden Mexico City. Cuautla ligger 1 719 meter över havet och antalet invånare är 1 253.
Terrängen runt Cuautla är huvudsakligen kuperad, men den allra närmaste omgivningen är platt. Runt Cuautla är det glesbefolkat, med 13 invånare per kvadratkilometer. Närmaste större samhälle är Ayutla, 10,4 km sydost om Cuautla. Omgivningarna runt Cuautla är en mosaik av jordbruksmark och naturlig växtlighet.